# ちゅんちゅんサタデー
『ちゅんちゅんサタデー』は、2011年4月2日から2016年3月26日まで福井放送（FBCラジオ）で放送されていたワイド番組。番組タイトルにある「ちゅんちゅん」は朝の鳥のさえずりを表すほか、福井弁で「あつい」「熱々」を意味する言葉ともかけている。

## 放送時間
いずれも日本標準時。
- 土曜 8:00 - 10:45 （2011年4月2日 - 2012年9月29日）
- 土曜 8:15 - 10:45 （2012年10月6日 - 2013年3月30日）
- 土曜 8:15 - 11:00 （2013年4月6日 - 2016年3月26日）

## パーソナリティ
- 加藤直也、佐々木愛（2013年3月30日まで）[2]
- 加藤直也、伊藤未奈（2013年4月6日から）[3]

## タイムテーブル
番組終了時のものを記載。福井放送公式サイトのラジオ番組表からの参考。
- 08:20 ニュース・天気予報
- 08:45 朝の交通情報
- 08:55 県内今週末の動き
- 09:00 ニュース・天気予報
- 09:10 福らじプレミアム
- 09:30 ラジオいろいろ玉手箱
- 10:00 ニュース
- 10:05 くらしのお天気情報
- 10:25 エコーメイト